# Lecabela Quaresma
Lecabela Dias da Fonseca Quaresma (Água Grande, 26 dicembre 1989) è una multiplista, ostacolista e triplista saotomense naturalizzata portoghese.

## Biografia
Quaresma ha rappresentato l'arcipelago di São Tomé e Príncipe ai Giochi olimpici di Londra 2012, facendo da portabandiera nella cerimonia di apertura dei Giochi. Dalla stagione seguente ha vestito i colori del Portogallo nelle manifestazioni internazionali.

## Palmarès
| Anno                                     | Manifestazione         | Sede           | Evento       | Risultato | Prestazione | Note                                     |
| ---------------------------------------- | ---------------------- | -------------- | ------------ | --------- | ----------- | ---------------------------------------- |
| In rappresentanza di São Tomé e Príncipe |                        |                |              |           |             |                                          |
| 2008                                     | Mondiali juniores      | Bydgoszcz      | 100 m hs     | Batteria  | 14"81       |                                          |
| 2009                                     | Giochi della Lusofonia | Lisbona        | 100 m hs     | dnf       | dnf         |                                          |
| 2009                                     | Giochi della Lusofonia | Lisbona        | Salto triplo | 4ª        | 13,07 m     |                                          |
| 2009                                     | Giochi della Lusofonia | Lisbona        | 4×400 m      | Bronzo    | 4'06"14     |                                          |
| 2010                                     | Ibero-americani        | San Fernando   | Salto triplo | 9ª        | 12,59 m     |                                          |
| 2011                                     | Giochi panafricani     | Maputo         | Salto triplo | 7ª        | 12,96 m     |                                          |
| 2012                                     | Campionati africani    | Porto-Novo     | 100 m hs     | Batteria  | 15"59       |                                          |
| 2012                                     | Campionati africani    | Porto-Novo     | Salto triplo | 6ª        | 13,25 m     |                                          |
| 2012                                     | Giochi olimpici        | Londra         | 100 m hs     | Batteria  | 14"54       |                                          |
| In rappresentanza del Portogallo         |                        |                |              |           |             |                                          |
| 2014                                     | Ibero-americani        | San Paolo      | Eptathlon    | Bronzo    | 5 574 p.    |                                          |
| 2016                                     | Ibero-americani        | Rio de Janeiro | Eptathlon    | 4ª        | 5 726 p.    |                                          |
| 2017                                     | Europei indoor         | Belgrado       | Pentathlon   | 7ª        | 4 444 p.    |                                          |
| 2017                                     | Mondiali               | Londra         | Eptathlon    | 22ª       | 5 788 p.    |                                          |
| 2018                                     | Mondiali indoor        | Birmingham     | Pentathlon   | 8ª        | 4 424 p.    | Miglior prestazione personale stagionale |
| 2018                                     | Europei                | Berlino        | Salto triplo | 16ª (q)   | 13,87 m     |                                          |
| 2018                                     | Europei                | Berlino        | Eptathlon    | 16ª       | 5 950 p.    | \|                                       |
| 2018                                     | Ibero-americani        | Trujillo       | Salto triplo | 4ª        | 13,24 m     |                                          |

## Altre competizioni internazionali
2014
- 7ª nella first league della Coppa Europa di prove multiple ( Ribeira Brava) - 5 744 p.

2015
- Bronzo  nella second league della Coppa Europa di prove multiple ( Inowrocław) - 5 792 p.

2017
- Bronzo  nella first league della Coppa Europa di prove multiple ( Monzón) - 5 861 p.